# Virginie de Sartorius
Pour les articles homonymes, voir Sartorius.
Virginie de Sartorius (née à Liège le 1er août 1828 et morte dans sa ville natale le 25 avril 1908) est une artiste peintre belge du courant romantique. Elle a principalement peint des natures mortes, des compositions florales et des fruits.

## Biographie
Virginie de Sartorius naît à Liège, dans le royaume uni des Pays-Bas, le 1er août 1828 au sein d'une famille de médecins. Ses parents sont Joseph Henri Antoine de Sartorius (1785-1859), médecin et conseiller communal à Visé, et Marie Jeanne Virginie Constance Delavaux (1796-1883). Son grand-père est le médecin Gérard de Sartorius (nl).
Issue d'une famille aisée, elle peut recevoir une éducation artistique et est l'élève de Julie Palmyre Robert, qui est liée à la famille de peintres liégeois van Marcke, connus pour leurs natures mortes de compositions florales et de fruits. 
Restée célibataire et sans descendance, elle meurt à Liège le 25 avril 1908 et est inhumée au cimetière de Robermont.

## Œuvres
Son style appartient au courant romantique. Ses tableaux se caractérisent par des vases de fleurs et des coupes de fruits somptueux et exubérants. La seule œuvre atypique de son œuvre est une vue de Liège, sa ville natale. La composition est formée par la Meuse, flanquée des tours de la cathédrale Saint-Paul, de la collégiale Saint-Barthélemy, de l'église Saint-Pholien et de la collégiale Saint-Jean l'Évangéliste.[réf. nécessaire]
Elle a notamment peint une nature morte avec fleurs et fruits assortis et buste de femme en marbre, en 1851. Le buste en marbre au centre représente Louise d'Orléans (1812-1850), épouse de Léopold Ier et première reine des Belges, décédée quelques mois auparavant. L'arrière-plan, sur la gauche du tableau, montre le château de Laeken, résidence de la famille royale belge. En 1854, elle a rendu hommage à la société d'horticulture de Liège en lui dédiant une nature morte au bouquet.

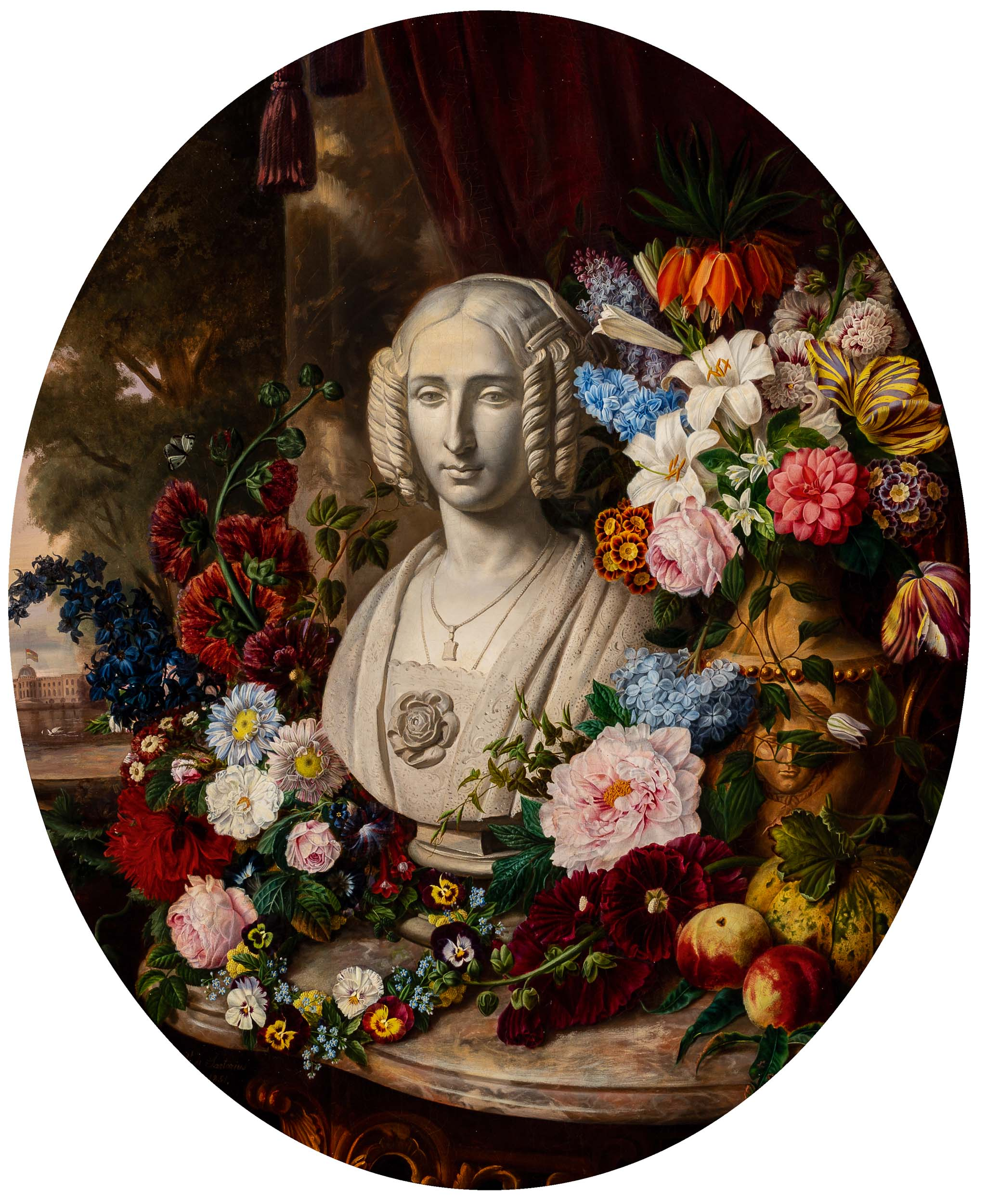
Composition florale avec buste de femme (1851).
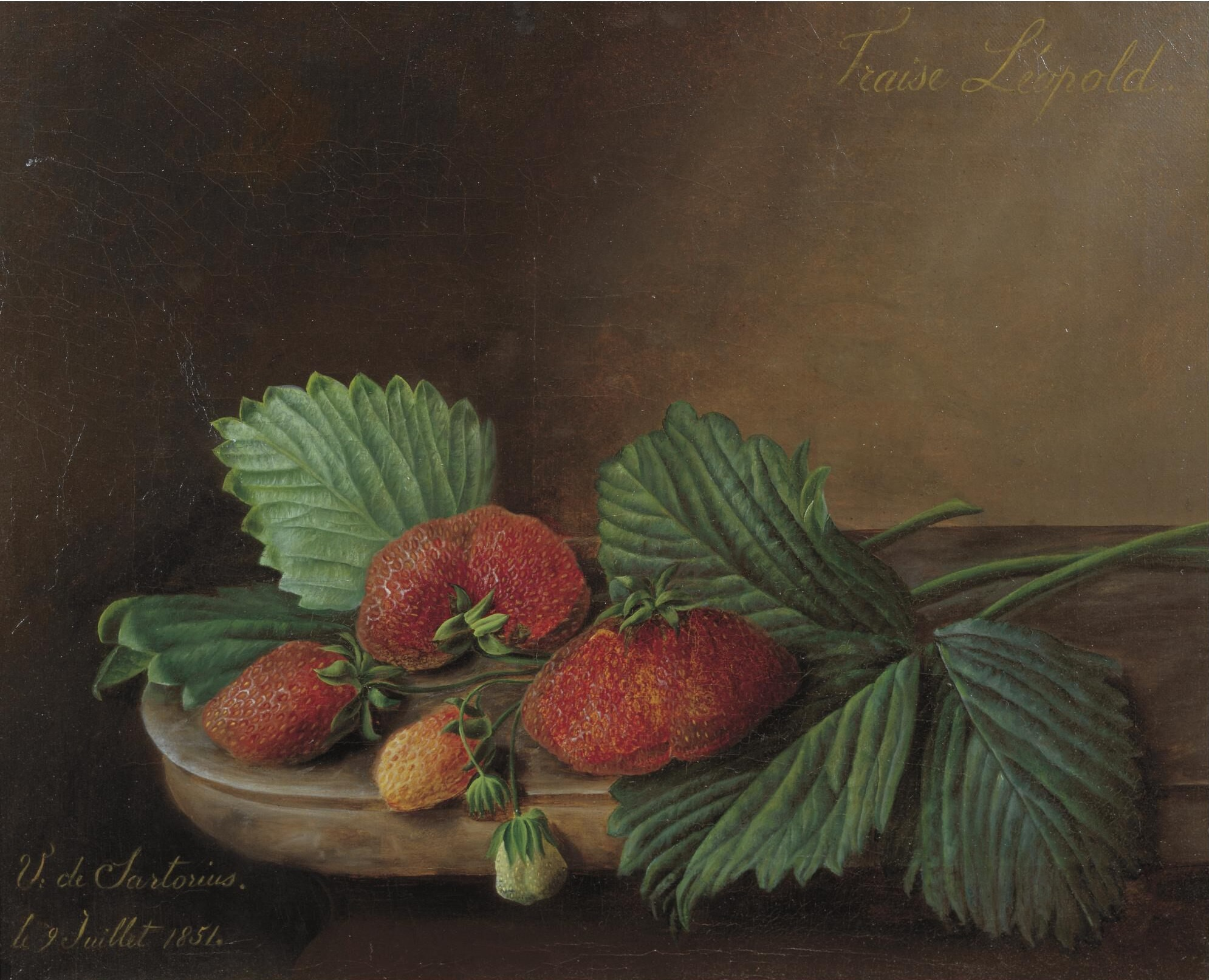
Fraise Léopold (1851)
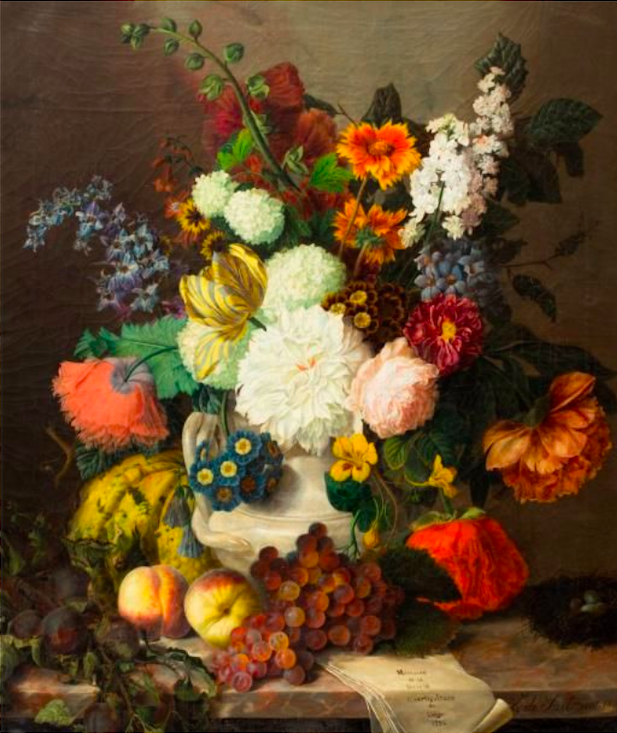
Nature morte au bouquet (1854), Mémoire de la Société d'Horticulture de Liège.
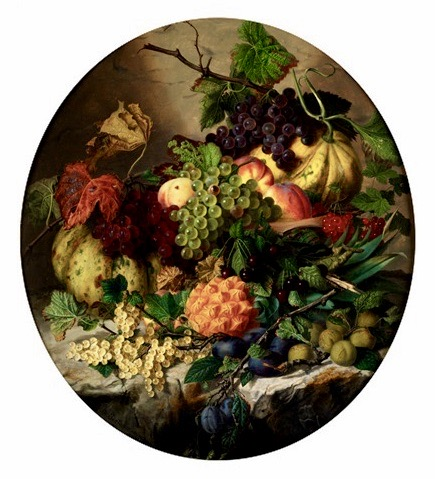
Nature morte (1855).

À la demande de Édouard Morren, directeur du jardin botanique, elle réalise, entre 1865 et 1881, 78 aquarelles de Broméliacées pour l'université de Liège.

## Expositions
Elle est autorisée à exposer au Salon de Liège en 1860 et en 1866. En 1863, son tableau Fruits et fleurs est exposé à l'académie de La Haye aux Pays-Bas. En 1874, elle expose à nouveau aux salons de Louvain, Namur et Spa,.